# Aplastodiscus weygoldti
Aplastodiscus weygoldti är en groddjursart som först beskrevs av Cruz och Peixoto 1987.  Aplastodiscus weygoldti ingår i släktet Aplastodiscus och familjen lövgrodor. IUCN kategoriserar arten globalt som nära hotad. Inga underarter finns listade i Catalogue of Life.